# 독일 통일의 날

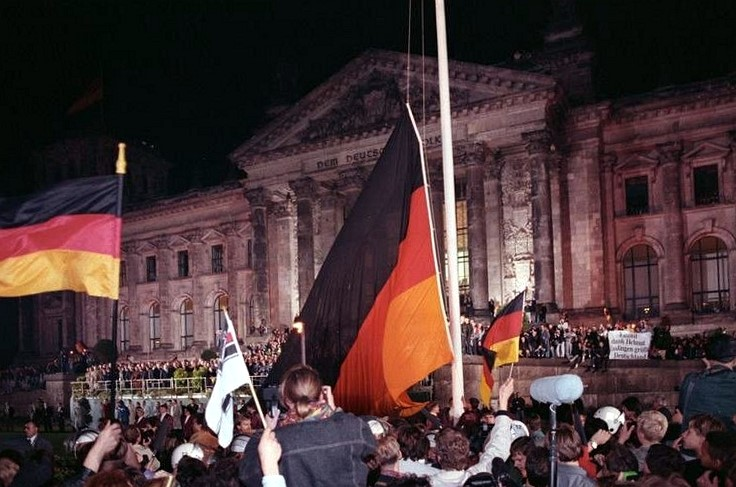
1990년 10월 3일 자정

독일 통일의 날(독일어: Tag der Deutschen Einheit)은 통일 조약 규정에 의하여 1990년 10월 3일에 독일이 다시 통일된 것을 기념하는 국경일로, 독일에서 10월 3일은 공휴일로 정해져 있다.

## 같이 보기
- 1953년 동독 봉기